# Zaginiony grobowiec Jezusa
Zaginiony grobowiec Jezusa (ang. The Lost Tomb of Jesus) – kontrowersyjny film dokumentalny Jamesa Camerona i Simcha Jacobovici, który po raz pierwszy został wyświetlony przez Discovery Channel 4 marca 2007.
W odkrytym w 1980 r. grobowcu w Talpiot, kilka kilometrów od centrum Starego Miasta w Jerozolimie znaleziono kamienne ossuaria, na których widnieją inskrypcje imion – Jezus syn Józefa, Maria, Mariamene e Mara (co zdaniem twórców filmu jest wersją imienia Marii Magdaleny), Mateusz, Józef oraz Judasz syn Jezusa. Tezy przedstawione przez twórców filmu spotkały się z krytyką teologów i archeologów.